# Beyşehir
Beyşehir ist eine Stadtgemeinde (Belediye) im gleichnamigen Ilçe (Landkreis) der Provinz Konya und gleichzeitig ein Stadtbezirk der 1986 gebildeten Büyükşehir belediyesi Konya (Großstadtgemeinde/Metropolprovinz). Seit der Gebietsreform 2013 ist die Gemeinde flächen- und einwohnermäßig identisch mit dem Landkreis.

## Geografie
Der Kreis/Stadtbezirk liegt im Südwesten der Provinz/Büyükşehir bzw. südöstlich des Beyşehir-Sees und gehört zur türkischen Mittelmeerregion. Der Kreis/Stadtbezirk grenzt an die Provinz Isparta im Westen und an Hüyük, Derbent, Meram, Seydişehir und Derebucak (von Nord bis Süd im Uhrzeigersinn). Beyşehir erhielt 1872 den Status einer Stadtgemeinde (Belediye) und Ömer Efendi wurde 1878 der erste Bürgermeister.

## Verwaltung
Der Kreis (bzw. Kaza als Vorgänger) existierte bereits bei Gründung der Türkischen Republik (1923). Bei der ersten Volkszählung 1927 wurden für Bey-chehir (damalige Schreibweise) 38.945 Einwohner ermittelt (auf 2.350 km² in 76 Ortschaften), davon 2.578 in der namensgebenden Ortschaft.
(Bis) Ende 2012 bestand der Landkreis neben der Kreisstadt aus 18 Stadtgemeinden (Belediye) sowie 37 Dörfern (Köy) in drei Bucaks, die während der Verwaltungsreform ab 2013 in Mahalle (Stadtviertel/Ortsteile) überführt wurden. Die Belediye:
- Adaköy
- Akçabelen
- Bayavşar
- Doğanbey
- Emen
- Esence

- Gökçimen
- Gölyaka
- Huğlu
- Karaali
- Kayabaşı
- Kurucuova
- Sadıkhacı
- Sevindik
- Üstünler
- Üzümlü
- Yenidoğan
- Yeşildağ

Die 12 existierenden Mahalle der Kreisstadt blieben erhalten, während die 53 Mahalle der 18 anderen Belediye vereint und zu je einem Mahalle reduziert wurden. Durch Herabstufung dieser Belediye und der Dörfer zu Mahalle stieg deren Zahl auf 67 an. Den Mahalle steht ein Muhtar als oberster Beamter vor.
Ende 2020 lebten durchschnittlich 1.127 Menschen in jedem dieser Mahalle, 10.571 Einw. im bevölkerungsreichsten (Yeni Mah.), knapp dahinter gefolgt von Müftü Mah. (9.984 Einw.).

## Sehenswürdigkeiten
Zehn Kilometer nordwestlich von Beyşehir liegt der Tell (türkisch Höyük) Erbaba. Das Alter des Tells wird auf 7500 Jahre geschätzt, er stammt somit aus der Jungsteinzeit, auch Neolithikum genannt. Dieser Tell wurde von dem Archäologen Ralph Soleck entdeckt und wurde in den 1970er-Jahren unter der Leitung von Jacques und Luise Alpes Bordaz freigelegt. Der Tell hat einen Durchmesser von ca. 80 m. In Erbaba wurden vier Bauschichten freigelegt. In der untersten Schicht wurde man kaum fündig. Dafür wurde aber in der dritten Schicht einiges an Funden gemacht. Beim Bau der ersten, zweiten und dritten Etage wurden Steinblöcke verwendet. Die in Rot verputzten Wände aus Kalkstein sind über 60 cm dick und wurden mit Schlamm-Mörtel verbunden.
Etwa 20 km nördlich liegt das hethitische Quellheiligtum Eflatun Pınar, 20 km östlich das vielleicht dazugehörige Monument von Fasıllar.
In Beyşehir selbst befindet sich die Eşrefoğlu-Moschee, eine der wenigen Moscheebauten mit hölzernen Säulen und Dächern, die aus der Zeit des Beyliks der Eşrefoğulları (ca. 1280–1326) erhalten ist. In der Moschee wurden einige der ältesten bekannten anatolischen Knüpfteppiche gefunden.